# Gábor Pölöskei
Gábor Pölöskei (né le 11 octobre 1960) est un footballeur international hongrois, aujourd'hui retraité. Il évoluait au poste d'attaquant.

## Biographie

### En club
Gábor Pölöskei joue 4 matchs en Coupe d'Europe des clubs champions avec les clubs de Ferencváros et du MTK Budapest.

### En équipe nationale
Gábor Pölöskei reçoit 15 sélections en équipe de Hongrie entre 1980 et 1987, pour 4 buts inscrits.
Il s'illustre lors de la Coupe du monde 1982 où il inscrit deux buts lors du premier tour, l'un lors de la victoire-record (10-1) face au Salvador et un autre contre l'Argentine.
Il participe par ailleurs à la Coupe du monde des moins de 20 ans 1979 organisée au Japon.

## Palmarès
- Vainqueur de la Coupe de Hongrie en 1979 avec le Győri ETO
- Finaliste de la Coupe de Hongrie en 1986 avec le Ferencváros TC